# 니콜라이 네보가토프
니콜라이 이바노비치 네보가토프(러시아어: Николай Иванович Небогатов, 1849년 4월 20일 ~ 1922년 8월 4일)는 러시아 제국의 해군 소장으로써 쓰시마 해전에 참전했으나 일본 함대에 패배했다.
1869년 사관후보생 과정을 마치고 1874년 대위로 승진했다. 1882년 ~ 1886년 고위 장교로서 순양함 라즈보인크에 승선했고 1888년에는 그로자 호에, 1889년에는 그라드 호에 승선했다.
이후 수많은 장갑 순양함 함장을 지내 1896년 아드미랄 나히모프와 미닌의 함장을 지냈고 1898년 발트 특무 학교의 교장으로 있다가 1901년 제독의 반열에 올랐다.
1905년 러일 전쟁 말기 지노비 로제스트벤스키 제독과 함께 발트 함대를 이끌고 태평양 제3 함대의 기함 니콜라이 1 호(종전 후 일본이 소유함. 함명도 '이키'로 교체됨.)와 순양함 블라디미르 모노마흐, 해안 방어 전함 아드미랄 우샤코프 호, 아드미랄 세냐빈(전후 일본이 소유. 이름도 '미시마'로 교체), 게네랄 그라프 아프라크신(전후 일본이 소유. 이름도 '오키노시마'가 됨) 등을 이끌고 출전했다.
남아프리카 공화국과 베트남을 지나 9개월 만에 전투지로 도착했으나 쓰시마 해전에서 도고 헤이하치로 제독이 이끄는 일본 함대에게 함선의 대부분이 궤멸당하게 되고 1905년 5월 28일 남은 전함과 제독들과 함께 일본군에 항복하고 만다.
이후 귀국해 군법에 의거 징역 16년을 선고받았으나 황제 니콜라이 2세의 명령으로 2년만 복역하고 출소했다.

## 참고 문헌
- Russian Biographical Dictionary,
- Чегодаев-Саконский А. П. На «Алмазе». От Либавы через Цусиму — во Владивосток
- Фамилия Небогатов на сайте Всероссийское генеалогическое древо
- Грибовский В. Ю. Крестный путь отряда Небогатова
- Небогатов Н. И. Пленные при Цусиме
- (Фото)
- Материалы судебного дела о сдаче эскадры Небогатова